# Gran Premio Città di Rio Saliceto e Correggio 2002
Il Gran Premio Città di Rio Saliceto e Correggio 2002, nona edizione della corsa, si svolse il 20 luglio 2002 su un percorso di 178,9 km. La vittoria fu appannaggio dell'italiano Fabiano Fontanelli, che completò il percorso in 4h30'00", precedendo il francese Samuel Dumoulin e lo svizzero Pietro Zucconi.

## Ordine d'arrivo (Top 10)
| Pos. | Corridore            | Squadra                 | Tempo    |
| ---- | -------------------- | ----------------------- | -------- |
| 1    | Fabiano Fontanelli   | Mercatone Uno           | 4h30'00" |
| 2    | Samuel Dumoulin      | Jean Delatour           | a 12"    |
| 3    | Pietro Zucconi       | Tacconi Sport-Emmegi    | s.t.     |
| 4    | Leonardo Bertagnolli | Saeco-Longoni Sport     | s.t.     |
| 5    | Sergio Barbero       | Lampre-Daikin           | s.t.     |
| 6    | Cristiano Frattini   | Cage Maglierie-Olmo     | s.t.     |
| 7    | Lorenzo Bernucci     | Landbouwkrediet-Colnago | s.t.     |
| 8    | Jaroslav Popovyč     | Landbouwkrediet-Colnago | s.t.     |
| 9    | Daniele Bennati      | Acqua & Sapone          | s.t.     |
| 10   | Gianmario Ortenzi    | Mercatone Uno           | s.t.     |